# Zeig mal!
Zeig mal! ist ein Aufklärungsbuch für Kinder mit Fotografien von Will McBride und Texten von Helga Fleischhauer-Hardt und Helmut Kentler, sowie im Nachfolge-Band Zeig mal mehr mit Texten von Frank Herrath und Uwe Sielert.  Es erschien in erster Auflage 1974 in dem der evangelischen Kirche nahestehenden Jugenddienst-Verlag in Wuppertal. Das Buch erlangte bei seinem Erscheinen hohe Anerkennung, wurde mehrfach von den Art Directors Clubs  Deutschlands und der USA ausgezeichnet und unter anderem von Pro Familia und Organen der evangelischen Kirche empfohlen. Bis 1995 erschienen mehrere zum Teil erweiterte Auflagen. Das Buch wurde nach einiger Kritik vom Markt genommen.

## Inhalt
In dem Buch wird durch anschauliche Bilder die neugierige erwachende kindliche Sexualität gezeigt. Als Begleittexte dienen die Kommentare der fotografierten Kinder. Das Vorwort stammt von Helmut Kentler, der Anhang mit Erklärungen und Informationen von Helga Fleischhauer-Hardt.
Im Jahr 1988 erschien ein weiterer Band unter dem Titel Zeig mal mehr! (McBride, Herrath, Sielert), der sich inhaltlich an eine etwas ältere Zielgruppe wandte. Das Buch wurde in sieben Sprachen übersetzt und weltweit in nahezu einer Million Exemplaren verkauft.

## Kritik
Sexualwissenschaftler Gunter Schmidt schätzte das Buch eher als Aufklärungsbuch für Jugendliche und Erwachsene denn für Kinder. Sein Team verwendete die Bilder in den 1980er und 1990er Jahren oft bei der Beratung und Behandlung von Paaren mit sexuellen Problemen. Die Bilder findet er „ästhetisch, explizit und dezent zugleich.“
Aus sexualpädagogischer Sicht gab es schon 1975 negative Kritik, die in den vordergründig „progressiven“ Bildern McBrides deutliche Techniken überlieferter Sexualaufklärung ausmachte.
Eine Passage im Vorwort der ersten Auflage, das Helmut Kentler schrieb, wird von Stephan Hebel als unverhohlener Aufruf zur Pädophilie bezeichnet.
In den 1990er Jahren kam es zu verstärkter Kritik an dem Buch, das nun in die Nähe von sexuellem Missbrauch von Kindern und Kinderpornografie gerückt wurde. Einige Gruppen wollten das Buch verbieten lassen und erreichten ihr Ziel nur in einigen Bundesstaaten der USA, wo zum Teil bereits der bloße Besitz des Buchs strafbar ist. In Deutschland dagegen wurden mehrere Indizierungsanträge stets von der Bundesprüfstelle für jugendgefährdende Medien abgelehnt.
Nachdem 1996 die Junge Union Wuppertal und das Jugendamt Frankfurt am Main voneinander unabhängig erneute Indizierungsanträge gestellt hatten und die Zeit in einem Artikel Will McBride der Förderung von Kindersexualität bezichtigte, ließ der Autor selbst sein Werk vom Markt nehmen.
In Deutschland darf Zeig mal! nach wie vor ohne Einschränkung von öffentlichen Bibliotheken vorgehalten und vom Antiquariatshandel vertrieben werden. In den USA dagegen wurde 1995 ein Lehrer wegen Besitzes der englischen Ausgabe (Show Me!) zu einer Gefängnisstrafe auf Bewährung verurteilt; ein Gericht in Pittsburgh sprach im Juli 2006 einen 66-jährigen Rentner vom Vorwurf des Besitzes kinderpornografischer Schriften frei, aber nur, weil er nachweisen konnte, das Buch bereits 1975 noch legal in einer Universitätsbuchhandlung gekauft zu haben.

## Nachdruck 2024
Nachdem Zeig Mal! seit über 25 Jahren nur noch antiquarisch erhältlich war, erschien im August 2024 bei Freespeechpress ein kommentierter Nachdruck. Dieser wird ausdrücklich als „Zeitdokument der 1970er Jahre“ bezeichnet.

## Ausgaben
- Will McBride: Zeig mal! Jugenddienst-Verlag, Wuppertal 1974, ISBN 3-7795-7318-0. Erschien in zum Teil erweiterten Fassungen bis zur 7. Auflage 1986.
- Will McBride: Zeig mal mehr! Beltz, Weinheim 1988, ISBN 3-407-85089-1. Erschien bis zur 5. Auflage 1995.
- Will McBride: Zeig mal! Nachdruck durch Freespeechpress, Berlin 2024, ISBN 978-9465121185.